# Halka Plaul
Halka Plaul (geborene Lukaschek, * 1. August 1963 in Leipzig) ist eine ehemalige deutsche Tischtennisspielerin. Sie gewann in den 1980er Jahren fünf Titel bei DDR-Meisterschaften.

## Werdegang
Plaul gewann 1980 die DDR-Jugendmeisterschaft im Einzel. Sie spielte beim Verein BSG Lokomotive Leipzig-Mitte, mit dessen Damenmannschaft sie 1985/86 und 1989/90 DDR-Meister wurde. Ab 1983 gehörte sie für einige Zeit dem Klub Chemie Schönebeck an, kehrte jedoch zu BSG Lokomotive Leipzig-Mitte zurück. Bei den Individualmeisterschaften wurde sie zusammen mit Dagmar Mestchen von 1981 bis 1983 drei Mal in Folge DDR-Meister im Doppel. 1987 stand sie mit der gleichen Partnerin im Doppelendspiel.
Seit 1981 gehörte Plaul zum Auswahlkader der DDR-Nationalmannschaft. Da sich die DDR ab 1972 im Tischtennis als Folge des Leistungssportbeschlusses international abkapselte, hatte sie kaum Gelegenheit, sich international zu profilieren.
Ende der 1980er Jahre heiratete sie. Von 1991 bis 1993 spielte sie beim Verein TTV „Grüne Linde“ Liebertwolkwitz  in der Oberliga und der Regionalliga. Danach 1993 war sie bei SV Dresden-Mitte 1950 aktiv. 2009 beendete sie ihre aktive Laufbahn.